# Michał z Krosna
Michał z Krosna (ur. w Krośnie, zm. przed 9 lipca 1474 w Krakowie) – polski duchowny katolicki i prawnik. Wykładowca Uniwersytetu Krakowskiego. 

## Życiorys
Był synem Wawrzyńca – mieszczanina z Krosna. Najprawdopodobniej był krewnym Piotra z Krosna (zm. 1440), również wykładowcy na Uniwersytecie Krakowskim.

### Działalność na Uniwersytecie Krakowskim
Studia na Uniwersytecie Krakowskim rozpoczął w semestrze zimowym na przełomie 1427 i 1428 roku. W dniu Zielonych Świątek w 1430 roku uzyskał bakalaureat artium. Trzy lata później uzyskał tytuł magistra. W 1435 roku udał się do Lipska, gdzie rok później immatrykulował się na tamtejszym uniwersytecie. Podjął tam studia z prawa kanonicznego, które kontynuował również po powrocie do Krakowa, gdzie w sierpniu 1440 roku uzyskał bakalaureat dekretów.
Na początku 1444 roku uzyskał stopień doktora dekretów, rozpoczął wtedy wykłady na Wydziale Prawa. Najprawdopodobniej zaliczał się do znaczniejszych profesorów uniwersytetu, gdyż zbiegły z Krakowa Jędrzej Gałka w liście skierowanym 23 czerwca 1449 roku do grona mistrzów krakowskiej uczelni umieścił go na czwartym miejscu spośród 10 adresatów. Michał z Krosna dwukrotnie pełnił funkcję dziekana Wydziału Prawa, pierwszy raz w 1457, drugi raz od 1465 do 1467. Z tego tytułu brał udział w promocjach bakałarskich i doktorskich oraz należał do komisji odpowiedzialnej za finanse uniwersytetu. Brał też udział w zgromadzeniach ogólnych mistrzów uczelni i wymieniany był jako jeden z profesorów prawa kanonicznego. 
18 maja 1453, podczas jednego ze zgromadzeń mistrzów uczelni zobowiązał się do złożenia na ręce rektora dokumentu uposażeniowego altarii Wniebowzięcia Najświętszej Maryi Panny, św. Piotra i Pawła oraz św. Katarzyny i Doroty w kościele św. Marii Magdaleny. 12 września tego samego roku wniósł na zgromadzeniu profesorów sprawę o 10 grzywien, które miał mu być winien uniwersytet.

### Kariera kościelna
Na mocy testamentu Piotra z Krosna, 22 sierpnia 1440 roku otrzymał instytucję na altarię Wniebowzięcia Najświętszej Maryi Panny, św. Piotra i Pawła oraz św. Katarzyny i Doroty w kościele św. Marii Magdaleny w Krakowie. W 1444 roku zamienił się beneficjami z profesorem Mikołajem Spycymirem i za altarię otrzymał prebendę i kaplicę św. Wojciecha na Rynku Głównym. 
Wspomnianą wcześniej altarię objął ponownie w 1454 roku, po śmierci Piotra z Rymanowa. Kilkakrotnie występował przed konsystorzem krakowskim w sprawie należnych mu sum pieniędzy od różnych osób. Był również członkiem i starszym bractwa Najświętszej Maryi Panny przy kościele Mariackim.

### Śmierć
Michał z Krosna zmarł przed 9 lipca 1474 roku w Krakowie. Bibliotece Kolegium większego przekazał rękopis zawierający dzieło Repertorium sive Vocabularium utriusque iuris Jana Calderiniego, posiadał również dwa kodeksy z komentarzami do Dekretałów Grzegorza IX.